# Säivis
Säivis este o arie protejată (arie specială de conservare — SAC, sit de importanță comunitară — SCI) din Suedia întinsă pe o suprafață de 0,26 ha, integral pe uscat.

## Localizare
Centrul sitului Säivis este situat la coordonatele 65°49′57″N 23°40′25″E / 65.8325°N 23.6737°E.

## Înființare
Situl Säivis a fost declarat sit de importanță comunitară în iulie 2000 pentru a proteja 1 specie de plante. Situl a fost protejat și ca arie specială de conservare în martie 2011.

## Biodiversitate
Situată în ecoregiunile boreală și marină baltică, aria protejată nu include niciun habitat protejat.
La baza desemnării sitului se află o specie protejată de  plante: Arctophila fulva.